# 판타지 수학대전
판타지 수학대전(數學大戰)은 수학을 주제로 한 대한민국의 학습만화. 1권부터 20권까지의 1부, 21권부터 22권까지의 2부로 구성된다. 글과 그림을 모두 그림나무에서 담당하며, 민서각어린이에서 출간되다가 민서각어린이를 인수한 RHK 주니어에서 출간되었다.
1부는 2004년부터 출간을 시작하여 2009년에 20권으로 완간되었으며, 2012년 말부터 2015년 1월까지 개정판이 출간되었다. 2부는 2010년 12월에 21권이, 2011년 2월에 22권이 출간되었으나, 이후의 출판이 중단된 이후 절판되었다. 새로운 2부는 2019년부터 인터넷에서 연재될 예정이다.

## 줄거리
지금으로부터 4500년 전, 아틀란티스 대륙에서 일궈진 문명이 엄청난 천재지변으로 지구에서 분리되었다. 혼돈밖에 남지 않은 아틀란티스 대륙은 어디론가 사라졌는데, 지구와 대칭되는 대지구(對地球)로 이동되었다고도 한다. 그러던 어느 날, 피타고라스는 “자연이 수(數)로 구성되었다.”라는 ‘수의 법칙’을 깨닫고, 아틀란티스가 자신이 생각하는 대로 변화함을 알게 되었다.
창조주 피타고라스는 소위 ‘아름다운 수’라고 불리는 자연수, 정수, 유리수 등을 생각하다가, 깔끔하지 못한 무리수(알로곤)를 생각하게 되었다. 피타고라스는 무리수와 더불어 자신의 이해를 넘어서는 무한, 급수, 부정과 불능, 음수의 계산 등을 무리하게 생각하다가, 그들을 자신조차 상대하기 힘든 몬스터로 창조해 버린다. 그러면서도 자신의 좁은 이해 속에 갇혀, 무리수를 연구하는 아르키메데스와 같은 무리를 배척하거나 추방한다.
몬스터는 피타고라스 자신의 의지와는 관계없이 계속 생겨났다. 결국 지금으로부터 1000년 전, 무한의 마왕 리바이어던을 중심으로 아틀란티스는 멸망할 뻔하였다. 하지만 피타고라스가 중간계(현실 세계의 지구)로부터 X의 기사라는 영웅을 데려오며 전세가 역전되었다. X의 기사 우르와 그 동료를 앞세운 요정과 인간, 드워프의 연합군은 7개의 몬스터를 각각 7개의 봉인에 가뒀다.
극중 시점의 현재 직전에, 알로곤을 연구한 블라드 일족은 알로곤을 금지하는 연합군에 의하여 무참히 멸망당하였다. 블라드 일족의 청년 마법사 질드레는 갓난아기인 여동생 케이어스(케이)가 기억이 사라지고 잠드는 마법에 걸리자, 그 마법을 풀어주겠다는 마족의 기사 아슈르와 계약을 맺었다. 계약에 의하여 케이는 오빠에 대한 기억 없이 깨어나지만, 승법도사를 스승으로 둔 질드레는 자신의 육체를 아슈르에게 넘겨 준다.
아슈르는 무한의 마왕을 포함한 7개의 봉인을 풀려는 시도를 감행하였다. 제1~4봉인이 파괴되면 자연스레 나머지 5~7봉인이 열리면서 아틀란티스가 멸망할 것임을 알고 있는 피타고라스 측은, 세계의 붕괴를 막고자 1000년 만에 새로운 X의 기사 지수를 중간계에서 불러왔다. 지수는 동료인 라무, 미나, 케이, 리샤, 이오, 초이 등과 함께 천 년 전 X의 기사 우르가 하였듯이, 몬스터의 본질에 대한 이해 없이 그들을 봉인하려 한다. 하지만 지수는 우연한 계기로 자신이 몬스터를 봉인해야 하는 이유에 대하여 고민하게 되었고, 천 년 전 X의 기사와는 다르게 몬스터의 본질을 이해하려 노력하였다. 모든 봉인이 풀린 뒤 연합군과 마왕군은 2차 전쟁으로 대치하였으나, 결국 X의 기사 지수는 무한의 마왕을 이해하고 물리친다. 지수가 사용한 ‘개문(開門)’이라는 기술로 무한의 마왕은 다른 차원의 세계로 이동하고, 그 여파로 신대륙이 만들어졌다.

## 세계관

### 용어
- 포스: 피타고라스가 만들어낸 모든 피조물이 가진 능력이 수치화된 것이다. 가장 단순한 몬스터 슬라임의 1에서부터 마왕군의 군단장 빅마운틴의 ‘가장 큰 자연수’에 이르기까지, 그 크기는 다양하다. 몬스터를 없애고자 할 때는, 상대 몬스터의 포스를 파악한 뒤 정확한 포스를 무기에 실어 공격하면 된다(기사의 경우는 검, 드워프의 경우는 망치,요정의 경우에는 활이나 지팡이(하이엘프)
- X의 검: X의 기사가 사용하는 무기. 사용자의 의지에 따라 4가지 영(影)으로 변한다.
  - 제 1영 드래곤 슬레이어: 엄청난 힘과 포스가 담기지만, 무겁고 느려서 사용자로 하여금 쓸 의지를 감소케 한다. 별명은 ‘용을 잡는 검’이다.
  - 제 2영 귀검수라도: 가벼워서 빠른 속도로 조작할 수 있는 검이다. 무작위로 나오는 숫자를 조합해 상대의 포스를 맞히는 ‘갬블포스’라는 기술이 있다.
  - 제 3영 용의 노래: 미지수 X의 포스 자체가 검의 형태가 된 것으로, X의 기사가 원하는 대로 사용할 수 있다. 별명은 ‘패왕의 검’이다. 첫 번째 X의 기사 우르는 이 검의 힘에 먹혀 세상의 파괴자가 되고 말았다. 이 검은 형태가 없어서 주인의 의지대로 만들수 있다.
  - 제 4영 진리의 열쇠: 천 년 전 X의 기사가 깨우지 못한 검으로, 무한의 마왕과 대적하게 해 주는 강력한 검이다. 다른 차원의 세계를 여는 ‘개문(開門)’이라는 기술이 있다.
- 혼돈의 X기사: 근본적으로 X의 기사와 대치하는 존재로, 블라드 일족 중에서도 포스가 특히 높은 여자들에게서만 나타난다. 평소에는 보통의 인간과 다른 모습이 없지만, 혼돈의 기사로 각성하면 오른손이 커지며 광폭하게 변한다. 크로노스 디 블라드와 케이어스 디 블라드가 이에 해당되는데, 천 년 전 전쟁 당시 크리스의 이 힘을 흡수해 우르는 혼돈의 힘을 지니게 되었다. 본래대로라면 X의 기사나 혼돈의 X기사 둘 중 하나는 결코 살아남을 수 없다는 운명이 전해져 내려왔으나, 현대 X의 기사인 지수는 케이의 이런 모습조차 이해하고 받아들이며 우르와는 다른 태도를 보인다. 케이도 처음에는 이성을 잃고 지수를 공격하였으나 이후 크리스만큼이나 자신을 제어하는데 익숙해졌다.
- 뱀파이어릭xxx: 혼돈의 X기사가 쓰는 무기로, 피조물의 생명을 빨아들인다. 블라드 일족의 오른쪽에 서식한다. 가끔 최고의 먹잇감을 발견하면 폭주하게 만든다. 평소에는 오른쪽 손에 붉은색의 무언가가 쪼글쪼글 한곳에 있는 모습.
- 빛의 전사들: 마왕군이 일으킨 전쟁으로 멸망할 위기에 놓였던 아틀란티스를 구하려는 용사들이다. X의 기사와 동료들로 구성된다. 각각 다른 빛을 지니고 있어서, 빛이 모두 모이면 무한의 마왕도 물리칠 수 있다.
  - X의 기사: 아틀란티스를 구하고자 중간계에서 불러온 기사. 자신의 포스는 그 값이 어떤 수든 될 수 있는 ‘미지수 x’여서, 모든 것이 수로 구성된 아틀란티스에서 상상만 한다면 어디든지 가거나 무엇이든 할 수 있게 된다. 1000년 전에 불러온 첫번째 X의 기사는 우르이고, 두번째 X의 기사는 지수이다. X의 검을 휘두른다.
  - 덧셈의 궁수: 활과 화살로 자연수의 포스를 적에게 쏘는 궁수다. X의 기사가 공격을 위하여 만들어낸 포스에서 모자란 값을 더해 준다. 선대는 쿠푸, 현대는 라무가 맡았다.
  - 뺄셈의 도적: 도구에 음수의 포스를 담아 적의 포스를 흡혈하는 도적이다. 적들을 움직이지 못하게 묶기도 한다. 선대는 크로노스 디 블라드 (크리스), 현대는 케이어스 디 블라드 (케이)가 맡았다. 하지만 이의 경우 선대와 현대 모두 혼돈의 X의 기사가 되었다.
  - 곱셈의 마법사: 4원소 정령의 마법으로 자타의 포스를 증폭시켜 적을 없애는 마법사이다. 개인의 능력에 따라 포스를 2배에서 10ⁿ배까지 늘릴 수도 있다. 선대는 리엔, 현대는 미나가 맡았다. 진리를 깨달은 현자.
  - 나눗셈의 신관: 신의 권능을 빌어, 가격해 오는 공격을 나눗셈의 방패로 나눠서 그 위력을 줄어들게 하는 신관이다. 가끔 질서의 신인 파라 여신과 혼돈의 신인 디오니스의 능력을 사용해 강력해지기도 한다. 선대는 카림, 현대는 크리시아(리샤)가 맡았다.
  - 제곱의 전사: 망치로 포스를 제곱해, 적에게 가하는 타격을 늘리는 전사다. 선대는 파크, 현대는 초이가 맡았다.
  - 도형술사: 도형이나 도형수를 이용해 만든 방패로 공격을 막는다. 때로는 함수의 마법을 쓰기도 한다. 선대와 현대 모두 이오가 맡았다.
- 암흑 사제: 무질서의 신 디오니스를 섬기는 사제로, 그 포스는 질서나 무질서 중 아무 쪽에도 속하지 않는다. 케이의 오빠인 질드레와 나눗셈의 신관 카림과 크리시아(리사)가 이에 해당한다.
- 붉은 성기사단: 1000년 전에 전쟁에 참가한 성기사단이다. 이후 2차 전쟁 때 세상의 파괴자로 나타난 우르를 따르는데, 자신들이 천 년 전 붉은 성기사단의 후예라 주장하지만, ‘불굴의 서약’을 통해 천 년 전의 그들이 살아났다는 가능성도 보인다.
- 아메스 파피루스: 요정족의 파라오만 사용할 수 있는 덧셈의 특수한 기술이다. 포스가 약한 일반 요정족 백성이 사용하면, 자칫 죽을 수도 있다. 파라오의 생명력을 깎아내리는 대신, 엄청난 포스를 발휘할 수 있다.
- 피타고라스 학파
- 알로곤: 피타고라스 학파가 자신들의 편협한 생각으로는 고려할 수 없어 연구를 금지시킨 무리수이다. 이를 무리하게 생각한 창조주 피타고라스는, 알로곤을 몬스터로 창조해 버리고 말았다.
- 군단장: 마왕군을 구성하는 7개의 몬스터를 각각 이끄는 몬스터 군단의 대장이다. 제1~7군단장이 있다. 빅마운틴(제 1군단장), 루시엘라(제 2군단장), 베엘제블(제 3군단장), 가가메슈(드롱기)(제 4군단장), 로고스(제 5군단장), 아슈르(수냐)(제 6군단장), 그리고 무한의 마왕 리바이어던(제 7군단장).
- 봉인: 각 군단장이 이끄는 7개의 몬스터를 1000년 전에 가둬놓은 것이다. 제1봉인은 자연수의 오크를, 제2봉인은 분수의 반인반수를, 제3봉인은 방정식의 벌레들을, 제4봉인은 도형의 기계를, 제5봉인은 논리의 요괴 군단을, 제6봉인은 음수의 다크나이트를, 제7봉인은 무한의 마왕을 가뒀다. 이 봉인이 모두 풀리는 것은 그 개념들을 다 알게되고, 4봉인이 풀리면 차례대로 저절로 열린다는 것은 1번째 개념부터 4번째 개념을 알게 되면 남은 개념들도 저절로 알게 된다는 것이다.

### 장소
- 요정 왕국: 요정이 사는 왕국으로, 파라오가 통치한다. 여기의 요정은 덧셈으로만 모든 연산을 계산하는데, 이는 아틀란티스의 자연을 보존하기 위하여 자신들이 일궈낸 고도의 수학 문명을 모두 버렸기 때문이다. 하지만 파라오만 사용·전수할 수 있는 ‘아메스 파피루스’에 기록한 막강한 비술(祕術)이 있어서, 다른 나라도 쉽게 침략하지 못한다. 제1군단 자연수의 오크 군단과 군단장 빅마운틴이 제1봉인에 봉인되어 있었다. 고대 이집트를 배경으로 한다.
- 아카드 왕국: 파라 여신만을 숭배하는 나라로, 여성과 어린아이를 해치지 않는 것을 원칙으로 삼는다(이때문에 조절당한 미나를 이용해서 제 2봉인이 파괴 되었다. 국민은 모두 신에 대한 믿음이 강하며, 특히 왕국의 신관 전사들은 전장의 선봉에서 적을 섬멸한다. 제2군단 분수의 반인반수 군단과 군단장 루시엘라가 제2봉인에 봉인되어 있었다. 왕의 복장을 볼 때 고대 아라비아 왕국을 배경으로 하는 것으로 보인다.
- 자이나 왕국: 장사꾼들이 모여 사는 극도로 상업적인 왕국으로, 국민은 수학을 오직 돈벌이에만 이용한다. 제3군단 방정식의 벌레 군단과 군단장 베엘제블이 제3봉인에 봉인되어 있었다. 고대 중국을 배경으로 한다. 아틀란티스의 나라 중에 가장 부강한 나라.
- 이토니아 왕국: 학문을 최고의 가치로 삼는 나라로, 창조주 피타고라스의 제자들이 자신들의 폐쇄적인 생각에 갖혀 살고 있었다. 왕국이지만 시민들이 선거로 선출한 대표가 통치하는 사실상의 공화제 국가이다. 제4군단 도형의 기계 군단과 군단장 가가메슈가 제4봉인에 봉인되어 있었다. 고대 그리스 문명을 배경으로 한다.
- 엘도라도: 드워프 종족이 황금으로 문명을 일궜지만, 봉인의 붕괴와 함께 국가가 멸망하였다. 제5군단 논리의 요괴 군단과 군단장 로고스가 제5봉인에 봉인되어 있었다. 엘도라도는 아메리카 대륙에 있다는 황금의 도시 엘도라도를 배경으로 하며, 주민은 드워프족이다.
- 마우리아: 모든 곳이 얼음으로 이루어진 곳. 제6군단 음수의 군단과 군단장 아슈르의 본체가 얼음 속 제6봉인에 봉인되어 있었다.
- 아틀라스 산맥
- 아바론
- 가우리: 요정 왕국에 남은 다수의 요정과는 다르게, 수학을 연구할 의지로 충만한 일부의 요정들이 도착해 일군 섬이다. 자신들을 하이엘프라 칭한 이 요정들은, 희귀한 종족을 번성시키기 위하여 유전자 연구를 진행하여 하이엘프 자매 발키리와 이오를 합성하였다. 주변은 ‘무리수의 바다’로 둘러싸여 있어서 어떤 종족도 접근하지 못하였다. 발키리가 지수와 라무에게 "태양의 신,라가 축복하시길."이라고 하는걸로 보아 요정왕국처럼 태양의 신 라를 믿는다.
- 무리수의 바다: 피타고라스가 창조한 ‘무리수의 괴물’이 사는 바다이다. 가우리를 둘러싸며, 괴물 덕분에 가우리로 가는 모든 종족을 차단시킨다. 하지만 그것은 원의 넓이를 피타고라스가 구하려다 만들어 진것이고, 지수가 '파이'라는 이름을 지어줬다.
- 베다 마을: 외부와 격리된 마을로, 마을 안에서 선지자로 불리는 수냐(사실 아슈르)의 지팡이가 마을 중심에 꽂혀 있다. 이 마을에 사는 오크족은 다른 곳의 오크와는 다르게 심성이 착하다. 몬스터들이 평화롭게 지낸다. 안에서 마법을 쓰면, 마법의 효과가 지팡이에 흡수되어 효력이 사라진다.
- 이름 없는 산

### 종족
- 요정
  - 하이엘프
- 인간
  - 블라드 일족
  - 다크나이트
  - 빛의 전사들
- 드워프
- 각종 몬스터
  - 오크
  - 반인반수
  - 언데드
  - 요괴
  - 슬라임
  - 무한의 파편
  - 곤충괴물
  - 분수괴물

### 신
- 파라: 질서의 여신이다. 아카드 왕국의 절대적인 숭배를 받는 여신. 크리시아(리샤)의 어머니로 불렸다.
- 디오니스: 무질서의 신이다. 질서의 여신인 파라와는 반대되는 개념의 신이다.
- 라: 태양신으로, 요정 왕국의 요정들이 믿는다. 파라오와 국민의 정신적 지주가 된다. 하이엘프들이 믿기도 한다.
- 리바이어던: 무한의 마왕인 동시에 신이기도 하다. 무한을 신으로 받드는 신관(엡질론)이 있기 때문이다.

## 등장인물
- 미지수: 이 작품의 주인공으로 중간계에서 온 X의 기사. 처음 수학 세계로 왔을 때에는 구구단조차 제대로 이해하지 못하였지만, 시간이 갈수록 자신이 모든 수가 될 수 있는 X임을 이해하며 수학 능력이 상승. 1000년 전 X의 기사와는 달리, 7개의 봉인을 무작정 봉인하지 않고 이해하려는 자세를 보였다. 7개의 빛 중 자유의 빛. 미나, 케이어스 디 블라드(케이), 이오가 사랑한다. 꽤 정의로우며 동료를 믿는 마음이 크다. 미나를 좋아한다. 이해하는 능력과 자신 스스로 알고싶어한다. 체력도 상당히 있다.
- 라무세스 (라무): 덧셈의 궁수로, 파라오. 아메스 파피루스의 비술(秘術)을 사용해 나머지 빛의 전사들을 살리고 사라졌다가, 부활하였다.아메스 파피루스의 비술(秘術)을 훔치려 했다. 클레오의 소꿉친구. 7개의 빛 중 고결의 빛.
- 케이어스 디 블라드 (케이): 뺄셈의 도적이자 어둠의 X의 기사. 태어나자마자 일족이 멸망당해 수면 마법에 걸려 있었으나, 오빠인 질드레가 아슈르에게 육체를 넘기는 계약을 맺으며 깨어났다. X의 기사를 죽이는 어둠의 X의 기사라는 본성을 타고났으나, 지수를 사랑하는 마음이 더 커서 자신을 제어할 수 있게 된다. 지수를 자신의 남자친구라고 착각한다. 지수가 잘못하면 무릅킥을 날린다. 7개의 빛 중 통찰의 빛.
- 미나: 다정다감한 성격의 곱셈의 마법사로 자이나 출신의 소녀. 아슈르의 노예가 되어 제2봉인을 파괴하였으나, 실제로는 수학 세계를 지키라는 본무(本務)에 충실하다. X의 기사 지수를 사랑하나 진리를 깨우치려는 열망이 그 누구보다 강해 진리의 전당에서 시련을 이겨내고 초월의 빛이 된다.  그 진리를 깨닫기 전에 지수가 본체를 꺼내자 정신이 어린 아이가 된다. 7개의 빛 중 진리의 빛.
- 크리시아 (리샤): 나눗셈의 신관으로, 파라의 여신을 섬긴다. 맹인이었으나 무질서의 신 디오니스와 만난 이후 눈을 떠 자신이 지키고자 하였던 세상을 보게 된다. 파라의 여신의 말만 따르렀다. 7개의 빛 중 헌신의 빛.
- 이오: 도형술사. 빛의 전사들 중 유일하게 1000년 전과 현재의 전쟁에 모두 참여하였다. 그래서 1000년 전의 아픔을 떠안고 있다. 1000년 전에는 우르를 좋아했다가 현재는 지수를 좋아한다.7개의 빛 중 이성의 빛.
- 초이: 제곱의 전사. 맷집만 강해 적을 한 대 때리고는 적이 지칠 때까지 얻어맞는다. 자신이 ‘꽃미남’이라고 주장한다(단단히 착각함..). 다른 사람들에겐 않꽃미남, 꽃미남의 정 반대녀석이라고 불린다. 오만방자하고 지수 앞에서는 형 척 하며 예쁜 여자를 보면 멋진척 한다(하지만 전혀 그렇게 보이지 않는다.). 7개의 빛 중 용기의 빛.
- 피타고라스: 수학 세계의 창조주. 피타고라스가 머릿속에서 생각하는 대로 수학 세계가 생겨났지만, 피타고라스가 이해하지 못한 수들이 괴물로 변모하고 말았다.
- 아르키메데스: 피타고라스가 이해하기를 거부한 알로곤 등을 연구하다가, 동맹에서 쫓겨났다. 하지만 순수한 진리를 연구한것.
- 우르: 1000년 전 X의 기사. 전쟁 중에는 7개의 봉인을 이해 없이 무작정 봉인하려 하였다. 그러나 자신이 사랑하였던 크리스가 알로곤에 대한 이해가 필요하다는 주장을 남기고 죽은 데다가, 피타고라스의 너무나 큰 기대를 다 수용하지 못하여 현실을 받아들이지 못하고 괴물로 변하였다. 정직하고 강하고 빈틈이 없는 성격. 술에 취해도 성격은 여전함.
- 쿠푸: 1000년 전 덧셈의 궁수. 파라오. 평소에는 말이 없고 민첩하고 이성적이고 신망이 매우 두터운데 술에 취하면 야하게 변한다. 무한에 논리에서 받은 문제는 무한몽.
- 크로노스 디 블라드 (크리스): 1000년 전 뺄셈의 기사. 크로노스 디 블라드(크리스)때문에 우르가 폭주하였다. 케이어스 디 블라드(케이)와는 달리 다정한 성격.
- 리엔: 1000년 전 곱셈의 마법사. 논리에서 받은 문제는 무한한 계산. 엉뚱하고 오만하지만 발랄한 성격.
- 카림: 1000년 전 나눗셈의 신관. 로고스의 의식 속에 빠진 1000년 전 빛의 전사들 일행을 구하고 전사하였다. 성격은 성직자인대 유쾨한 성격.
- 파크: 1000년 전 제곱의 전사.언제 어느 때나 자신의 임무를 잊지 않고 때로는 우르를 대신해 전투의 구성원들을 이끌 줄 아는 믿음직한 전사이다.화끈한 성격과남을 배려할 줄 아는 따뜻한 마음을 동시에 지녔다. 술에 취하면 오만방자하게 변한다. 논리에서 받은 문제는 무한의 방이 꽉 찼는데 한 손님이 들어 왔으니 어떡히 할까.
- 빅마운틴: 제1군단 자연수의 오크 군단을 이끄는 군단장. 힘만 세고 무식하다. 포스는 ‘세상에서 가장 큰 자연수’이다.
- 루시엘라: 제2군단 분수의 반인반수 군단을 이끄는 군단장으로, 아카드 왕국에 봉인되어 있었다. 포스는 {\displaystyle {\frac {1}{2}}+{\frac {1}{4}}+{\frac {1}{8}}+\cdots +{\frac {1}{2^{n}}}}의 값이다(18권에서 지수가 1이라고 밝힌다.).
- 베엘, 제블: 제3군단 방정식의 몬스터 군단을 이끄는 군단장들. 서로 합체하면 강력한 독침을 발사할 수 있다. 베엘의 모습은 미소녀이지만 성격은 잔인하고(하지만 아슈르 앞에서는 애교 떨으며 좋아함.) 제블의 모습은 흉축하지만 성격은 연약하다.포스는 베엘의 경우 부정(不定), 제블은 불능(不能)이다. 세계 7대 죄악중에 식탐을 맡은 거대한 파리괴물, 바알제붑이 모티브다.
- 드롱기 (가가메슈): 제4군단 도형의 기계 군단을 이끄는 군단장으로, 이토니아 왕국에 봉인되어 있었다. 포스는 정무한각형이다.
- 로고스: 제5군단 논리의 요수 군단을 이끄는 군단장으로, 엘도라도에 봉인되어 있었다. 포스는 밝혀지지 않았다.
- 아슈르 (수냐): 제6군단 음수의 군단을 이끄는 군단장이다. 1000년 전에는 어린 노예인 몸으로 집주인의 딸 미리엘을 사랑하였지만, 머릿속의 괴물 거인 리바이어던을 깨우며 미리엘이 죽고 만다. 본체는 1000년 전의 전쟁으로 마우리아에 봉인되어 있었지만, 그 영혼은 부활을 꾀하며 1000년 뒤에 질드레의 육체로 들어간다. 본체의 봉인이 풀리자 원래의 몸으로 돌아왔고, 알로곤을 이해하지 못하는 사람들에 염증이 나서 수냐라는 이름을 버리고 아슈르로 이름을 바꾼다. 수냐(शून्य)는 산스크리트어 또는 힌디어로 ‘0’이라는 뜻이다(아버지가 마력이 있는걸 눈치채서 수냐라고 지은 것.).
- 아르파: 아슈르를 보좌하는 다크나이트의 덧셈의 궁수.(빛의 전사로 여기자면 라무)
- 베르타: 아슈르를 보좌하는 다크나이트의 뺄셈의 도적. (빛의 전사로 치면 케이어스 디 블라드(빛의 전사로 여기자면 케이)
- 오르마가: 아슈르를 보좌하는 다크나이트의 곱셈의 고문술사. 엡질론에게 무한의 축복을 받았지만 지수와의 전투에서 패해 죽었다.
- 엡질론: 아슈르를 보좌하는 다크나이트의 무한의 신관. 무한을 신으로 섬긴다. 베엘처럼 아슈르를 좋아한다.
- 리바이어던: 아슈르의 머릿속에 존재하던 거인. 자신을 만들어낸 아슈르마저 제어하지 못하자 폭주해 세상을 파멸시킨다. 무한의 마왕이다.
- 미리엘: 1000년 전 수냐와 서로 좋아하던 소녀. 수냐가 폭발시킨 포스를 잠재우고 죽고 만다. 수학의 천재에다가 대 마법사 기질이 있었으나 재때로 발휘하지 못하고 숨졌다.
- 질드레: 블라드족 중 한 명으로 케이의 오빠. 아슈르에게 케이의 저주를 풀어주겠다는 계약을 하였지만, 아슈르가 이를 어겼다. 수학대전을 다시 일으킨 장본인. 아틀란티스에서 가장 강한 인물(로  추정된다.).
- 플라퉁: X의 기사에게 수학 지식을 알려준 성기사. 해바라기 모양의 얼굴이 특징. 눈이 늘 반짝거리지만 눈동자가 파란색으로 밝혀졌다.(하지만 이런 모습은 거의 보이지 않는다). 늘 긍정적이다. 하이텐션.
- 승법도사: 질드레와 미나,초이의 스승. 후에 아슈르의 사념환술에 지배당한  질드레에 의하여 죽는다. 리엔의 제자(?)
- 홍랑: 승법도사의 머리 위에 붙어 같이 다니는 개구리로, 승법도사의 보조 역할을 한다. 현재 질드래가 타고 다닌다.
- 발키리: 이오와 함께 태어난 하이엘프. 이오의 언니이자 가우리의 영주.
- 뽀삐: 발키리의 로봇 강아지.
- 모루구: 베다마을 오크족 대장.
- 아나샤: 모루구의 딸로 X의 기사를 간호한 인연이자 그와 함께 오크족 마을을 벗어난다. 포스는 무한소. 지수와 약혼한다(지수는 약혼을 싫어한다.).
- 로즈 경: 이토니아의 수학자. 루시엘라가 낸 문제를 못 풀자 술을 많이 마시게 된다.
- 클레오 :라무의 절친한 친구. 아메스파피루스 6식을 쓰다가 죽었다. 백성을 위해 몸을 밭혔다.

## 발행 목록
| 번호   | 제목                        | 관련 내용       | ISBN               | 초판 발행일     |
| ------ | --------------------------- | --------------- | ------------------ | --------------- |
| 구판1  | 진리의 열쇠                 | 덧셈            | ISBN 9788995579725 | 2004년 12월 1일 |
| 구판2  | 수학의 신전                 | 뺄셈            |                    |                 |
| 구판3  | 자연수의 왕과 분수의 봉인   | 나눗셈          |                    |                 |
| 구판4  | 지옥으로 간 X의 기사        | 분수            |                    |                 |
| 구판5  | 신비의 수표 - 마방진의 비밀 | 마방진          |                    |                 |
| 구판6  | 무한급수의 질문             | 무한급수        |                    |                 |
| 구판7  | 방정식의 두 얼굴            | 방정식          |                    |                 |
| 구판8  | 수학 세계의 창조주          |                 |                    |                 |
| 구판9  | 신의 학문 - 기하학          | 기하학          |                    |                 |
| 구판10 | 원주율, 파이의 탄생         | 원주율          |                    |                 |
| 구판11 | 무질서의 신 디오니스의 강림 |                 |                    |                 |
| 구판12 | 존재하는 무無 - 0           | 0의 이해        |                    |                 |
| 구판13 | 함수의 마법                 | 함수            |                    |                 |
| 구판14 | 피타고라스의 정리           | 피타고라스 정리 |                    |                 |
| 구판15 | 수학의 한계                 | 논리            |                    |                 |
| 구판16 | 신비한 베다 수학            | 베다 수학       |                    |                 |
| 구판17 | 수학의 문법 - 집합          | 집합            |                    |                 |
| 구판18 | 문자와 식 - X의 사용법      |                 |                    |                 |
| 구판19 | 수학의 종말 - 무한          |                 |                    |                 |
| 구판20 | 무한의 벽을 넘어            | 무한의 이해     |                    |                 |
| 21     | 집합                        | 집합            | ISBN 9788925540528 | 2010년 12월 8일 |
| 22     | 소인수분해                  |                 | ISBN 9788925541730 |                 |